# 長野県小学校の廃校一覧
長野県小学校の廃校一覧（ながのけんしょうがっこうのはいこういちらん）は、長野県内の廃校になった小学校の一覧。対象となるのは、学制改革（1947年）以降に廃校となった小学校、および分校である。校名は廃校当時のもの。廃校時に小学校（分校）が所在していた自治体がその後、合併により消滅している場合は、現行の自治体に含める。また、現在休校中の県内の小学校（分校）も事実上廃校となっているものが多いため、参考として記載する。
（）内は、廃校になった年（休校の場合は、その措置が取られた年）である。

## 市部

### 長野市
- 長野市立芋井小学校第三分校（1966年長野市立城山小学校へ統合）[1]
- 長野市立更府小学校下平分校（1969年）[2]
- 長野市立芋井小学校飯綱冬季分室（1970年城山小へ統合）[1]
- 長野市安茂里小学校小市分校（1972年長野市立松ヶ丘小学校新設のため廃校）[3]
- 長野市立川柳小学校（1974年通明小と統合し長野市立篠ノ井西小学校へ）[4]
- 長野市立通明小学校（1974年一部通学区が川柳小と統合し篠ノ井西小へ）[4]
- 長野市立更府小学校吉原分校（1976年）[2]
- 長野市立芋井小学校第二分校（1976年）[1]
- 長野市立信里小学校村山分校（1995年）[5]
- 長野市立小田切小学校（1997年長野市立加茂小学校[6]と松ヶ丘小へ分割統合）[7]
- 長野市立信田小学校高野分校（1999年）[8]
- 長野市立七二会小学校笹平分校（1999年）[9]
- 長野市立柵小学校（2006年長野市立戸隠小学校へ統合）[10]
- 長野市立戸隠小学校宝光社分校（同上）[10]
- 長野市立芋井小学校第一分校（2007年休校）[1]
- 長野市立七二会小学校笹平分校（2009年休校）[11]
- 長野市立後町小学校（2013年長野市立鍋屋田小学校・長野市立山王小学校・城山小・加茂小へ分割統合）[12]
- 長野市立更府小学校（2016年信田小と統合し信更小へ）[13]
- 長野市立信田小学校（2016年更府小と統合し信更小へ）[13]
- 長野市立信更小学校（2024年長野市立塩崎小学校・篠ノ井西小・長野市立信州新町小学校へ分割統合）[14]
- 長野市立七二会小学校笹平分校（2024年）[11]
- 長野市立清野小学校（2025年長野市立松代小学校へ統合）[15]
- 七二会村立七二会小学校岩草分校（1964年）[9]
- 七二会村立七二会小学校五十平分校（1974年）[9]
- 大岡村立大岡小学校北小松尾分校（1961年）[16]
- 大岡村立大岡小学校和平分校（1966年）[16]
- 大岡村立大岡小学校根越分校（1970年）[16]
- 大岡村立大岡小学校笹久分校（1973年）[16]
- 大岡村立大岡小学校中牧分校（1976年）[16]
- 戸隠村立柵小学校日照田分校（1965年戸隠小日照田分校から改称、1975年廃校）[10]
- 戸隠村立柵小学校裾花分校（1969年）[10]
- 戸隠村立柵小学校下祖山分校（1969年）[10]
- 戸隠村立戸隠小小学校下楠川分校（1971年）[10]
- 鬼無里村立東小学校（1981年統合により長野市立鬼無里小学校〈当時：鬼無里村立〉へ）[17]
- 鬼無里村立西小学校（同上）[17]
- 鬼無里村立中央小学校（同上）[17]
- 信州新町立津和小学校第三分校[18]（廃校時期不詳）
- 信州新町立信級小学校（1976年日原小と統合し犀明小へ）[19]
- 信州新町立日原小学校（1976年信級小と統合し犀明小へ）[19]
- 信州新町立新町小学校（1982年牧郷小と統合し信州新町中央小へ）[19]
- 信州新町立牧郷小学校（1982年新町小と統合し信州新町中央小へ）[19]
- 信州新町立水内小学校（1984年信州新町中央小へ統合）[19]
- 信州新町立津和小学校（1992年信州新町中央小へ統合）[19]
- 信州新町立信州新町中央小学校（1999年犀明小と統合し信州新町小へ）[19]
- 信州新町立犀明小学校（1999年信州新町中央小と統合し信州新町小へ）[19]
- 中条村立中条小学校〈旧〉（1978年長野市立中条小学校〈当時：中条村立〉へ統合）[20]
- 中条村立御山里小学校（同上）[20]
- 中条村立中条小学校長井分校（同上）[20]
- 中条村立日下野小学校（同上）[20]

### 松本市
- 松本市立開智小学校〈旧〉（1964年田町小と統合し松本市立開智小学校〈新〉へ）[21]
- 松本市立田町小学校（1964年開智小〈旧〉と統合し開智小〈新〉へ）[21]
- 松本市立笹賀小学校（1968年神林小と統合し松本市立菅野小学校へ）[22]
- 松本市立神林小学校（1968年笹賀小と統合し菅野小へ）[22]
- 松本市立入山辺小学校（1974年[23]里山辺小と統合し松本市立山辺小学校へ）[24][注釈 1]
- 松本市立里山辺小学校（1974年[23]入山辺小と統合し山辺小へ）[24]
- 松本市立会田小学校（2013年統合により松本市立四賀小学校へ）[25]
- 松本市立五常小学校（同上）[25]
- 松本市立中川小学校（同上）[25]
- 松本市立錦部小学校（同上）[25]
- 奈川村立奈川小学校寄合渡分校（1969年）[26]
- 奈川村立奈川小学校入山分校（1969年）[26]
- 本郷村立本郷小学校三稲分校（1957年）[27]
- 安曇村立安曇小中学校〈旧〉（1967年稲核小中と統合し松本市立安曇小中学校〈当時：安曇村立〉へ）[28]
- 安曇村立稲核小中学校（1967年安曇小中〈旧〉と統合し安曇小中〈新〉へ）[28]
- 安曇村立大野川小学校沢渡分校（1969年）[29]
- 四賀村立五常小学校北山分校（1970年）
- 梓川村立梓小学校（1971年倭小と統合し松本市立梓川小学校〈当時：梓川村立〉へ）[30]
- 梓川村立倭小学校（1971年梓小と統合し梓川小へ）[30]

### 上田市
- 上田市立南小学校（1959年中央小と統合し上田市立清明小学校へ）[31]
- 上田市立中央小学校（1959年南小と統合し清明小へ）[31]
- 上田市立小泉小学校（1988年室賀小と統合し上田市立川西小学校へ）[7]
- 上田市立室賀小学校（1988年小泉小と統合し川西小へ）[7]
- 上田市立西塩田小学校（1996年別所小と統合し上田市立塩田西小学校へ）[32]
- 上田市立別所小学校（1996年西塩田小と統合し塩田西小へ）[32]
- 上田市立西内小学校（2024年上田市立丸子中央小学校へ統合）[33]
- 富士山村立富士山小学校（1949年上田市立東塩田小学校〈当時：東塩田村立、同年富士山村は東塩田村へ併合〉へ統合）[34]
- 傍陽村立傍陽小学校横道分校（1956年閉校）[35]
- 傍陽村立傍陽小学校岡保分校（1956年閉校）[35]
- 真田町立大日向小学校（1969年上田市立長小学校〈当時：真田町立〉へ統合）
- 武石村立武石小学校余里分校（1959年閉校）[36]
- 武石村立武石小学校権現分校（1962年閉校）[36]
- 武石村立武石小学校築地原分校（1968年閉校）[36]
- 丸子町立丸子小学校（1971年東内小と統合し丸子中央小へ）[37]
- 丸子町立東内小学校（1971年丸子小と統合し丸子中央小へ）
- 丸子町立長瀬小学校（1973年依田小と統合し上田市立丸子北小学校〈当時：丸子町立〉へ）[38]
- 丸子町立依田小学校（1973年長瀬小と統合し丸子北小へ）[38]

### 岡谷市
- 岡谷市立今井小学校（1967年中央小と統合し岡谷市立神明小学校へ）[39]
- 岡谷市立中央小学校（1967年今井小と統合し神明小へ）[39]
- 岡谷市立岡谷小学校（2016年田中小〈現：岡谷市立岡谷田中小学校〉および神明小へ分割統合）[40]

### 飯田市
- 飯田市立大久保小学校（1958年飯田市立追手町小学校へ統合）[41]
- 飯田市立山本小学校久米分校（1962年）[42]
- 飯田市立山本小学校箱川分校（1962年）[42]
- 飯田市立大平小学校松川入分校（1966年）
- 飯田市立大平小学校（1967年飯田市立丸山小学校大平分校となり、1970年廃校）[43]
- 上村立上村小学校中郷分校（1967年）[44]
- 上村立上村小学校下栗分校（1980年休校、1986年廃校）[44]
- 上村立上村小学校程野分校（1977年休校、2005年廃校）[44]
- 南信濃村立南和田小学校（1970年飯田市立和田小学校へ統合）[45]
- 南信濃村立八重河内小学校（1974年和田小へ統合）[45]
- 南信濃村立木沢小学校（1991年休校し児童は和田小へ通学、2000年廃校）[45]

### 諏訪市
- 諏訪市立豊田小学校上野分校（1961年）[46]
- 諏訪市立高島小学校角間新田分校（1965年）[47]
- 諏訪市立湖南小学校後山分校（1968年諏訪市立豊田小学校へ統合）[46]
- 諏訪市立高島小学校（2021年城北小と統合し諏訪市立上諏訪小学校へ）[48]
- 諏訪市立城北小学校（2021年高島小と統合し上諏訪小へ）[48]

### 小諸市
- 小諸市立美里小学校（1966年南小と統合し小諸市立美南ガ丘小学校へ）[49]
- 小諸市立南小学校（1966年美里小と統合し美南ガ丘小へ）[49]

### 伊那市
- 高遠町立三義小学校芝平分校（1965年）
- 高遠町立長藤小学校（1979年統合により伊那市立高遠北小学校〈当時：高遠町立〉へ）[50]
- 高遠町立三義小学校（同上）[50]
- 高遠町立藤沢小学校（同上）[50]
- 高遠町立高遠小学校〈旧〉（1984年河南小と統合し伊那市立高遠小学校〈当時：高遠町立〉へ）[51]
- 高遠町立河南小学校（1984年高遠小〈旧〉と統合し高遠小〈新〉へ）[51]
- 美和村立美和小学校非持山分教場（1961年）[52]
- 美和村立美和小学校戸台分教場（1964年）[52]
- 伊那里村立伊那里小学校浦分教場（1968年）[52]
- 長谷村立伊那里小学校（1976年美和小と統合し伊那市立長谷小学校〈当時：長谷村立〉へ）[52]
- 長谷村立美和小学校（1976年伊那里小と統合し長谷小へ）[52]

### 駒ヶ根市
- 駒ヶ根市立中沢小学校南分校（1964年）[53]
- 駒ヶ根市立赤穂小学校吉瀬分校（1965年）[注釈 2]
- 駒ヶ根市立中沢小学校東分校（1969年）[54]
- 駒ヶ根市立赤穂小学校下平分校（1970年）[54]

### 中野市
- 中野市立長丘小学校壁田分校（1967年）[55]
- 中野市立長丘小学校大俣分校（1967年中野市立高丘小学校へ統合）[55]
- 中野市立長丘小学校（2020年統合により中野市立高社小学校へ）[56]
- 中野市立平岡小学校（同上）[56]
- 中野市立科野小学校（同上）[56]
- 中野市立倭小学校（同上）[56]
- 中野市立豊井小学校（2021年永田小と統合し中野市立豊田小学校へ）[57]
- 中野市立永田小学校（2021年豊井小と統合し豊田小へ）[57]
- 豊田村立永田小学校西分校（1981年）[58]

### 大町市
- 大町市立社小学校（1981年大町市立東小学校新設のため廃校）[59]
- 大町市立美麻小学校（2014年大町市立美麻中学校と統合し大町市立美麻小中学校へ）[60]
- 大町市立八坂小学校（2023年大町市立八坂中学校と統合し大町市立八坂小中学校へ）[61]
- 美麻村立美麻南小学校高地分校（1969年）[62]
- 美麻村立美麻南小学校（1977年美麻北小と統合し美麻小へ）[62]
- 美麻村立美麻北小学校（1977年美麻南小と統合し美麻小へ）[62]
- 八坂村立八坂第一小学校（1966年八坂小〈初代〉から改称、1986年八坂第二小と統合し八坂小へ）[63]
- 八坂村立八坂第二小学校（1966年八坂小〈初代〉川手分校から改称、1986年八坂第一小と統合し八坂小〈2代目〉へ）[63]

### 飯山市
- 飯山市立柳原小学校大川分校（1971年涌井分校と統合し五郷分校へ）[64]
- 飯山市立柳原小学校涌井分校（1971年大川分校と統合し五郷分校へ）[64]
- 飯山市立秋津小学校沓津分校（1972年）[65]
- 飯山市立外様小学校北峠分校（1973年）[64]
- 飯山市立桑名川小学校（1974年市川小と統合し岡山小へ）[66]
- 飯山市立市川小学校（1974年桑名川小と統合し岡山小へ）[66]
- 飯山市立大田小学校（1978年統合により戸狩小へ）[67]
- 飯山市立温井小学校（同上）[67]
- 飯山市立一山小学校（同上）[67]
- 飯山市立柏尾小学校〈1960年瑞穂小柏尾分校から独立〉（同上）[67]
- 飯山市立常盤小学校照里分校（同上）[67]
- 飯山市立瑞穂小学校（1980年犬飼小と統合し飯山市立東小学校へ）[64]
- 飯山市立犬飼小学校〈1960年瑞穂小犬飼分校から独立〉（1980年瑞穂小と統合し東小へ）[64]
- 飯山市立秋津小学校立石分校（1980年）[65]
- 飯山市立飯山小学校堂平分校（1982年）[64]
- 飯山市立岡山小学校柄山冬期分室（1986年休校、2016年本校が廃校）[66]
- 飯山市立柳原小学校（1987年統合により泉台小へ）[7]
- 飯山市立柳原小学校五郷分校（同上）[7]
- 飯山市立富倉小学校（同上）[7]
- 飯山市立外様小学校（同上）[7]
- 飯山市立岡山小学校土倉冬期分室（1995年休校、2016年本校が廃校）[66]
- 飯山市立岡山小学校羽広山分校〈1974年温井小羽広山分校から移管〉（1995年休校[66]、2005年廃校[64]）
- 飯山市立岡山小学校（2016年戸狩小へ統合）[67]
- 飯山市立泉台小学校（2025年統合により飯山市立城北小学校へ）[68]
- 飯山市立常盤小学校（同上）[68]
- 飯山市立戸狩小学校（同上）[68]
- 飯山市立東小学校（同上）[68]

### 茅野市
- 茅野市立宮川小学校田沢分校（1966年）[69]
- 茅野市立豊平小学校吉田分校（1967年）[注釈 3]

### 塩尻市
- 塩尻市立贄川小学校（2007年楢川小と統合し木曽楢川小へ）[70]
- 塩尻市立楢川小学校（2007年贄川小と統合し木曽楢川小へ）[70]
- 塩尻市立木曽楢川小学校（楢川中学校と統合し小中一貫校塩尻市立楢川小中学校となり、2022年義務教育学校へ）[71]
- 楢川村立贄川小学校桑崎冬季分室（1967年）[70]
- 楢川村立楢川小学校川入分校（1970年）[70]

### 佐久市
- 佐久市立三井小学校香坂分校（1965年）[72]
- 佐久市立桜井小学校（1965年前山小と統合し前山桜井小桜井部校となり1967年10月佐久市立泉小学校へ）[73]
- 佐久市立前山小学校（1965年桜井小と統合し前山桜井小前山部校となり1967年10月泉小へ）[73]
- 佐久市立志賀小学校駒込分教場（1966年）[72]
- 佐久市立岸野小学校東立科分教室（1967年9月）[72]
- 佐久市立平賀小学校（1981年内山小と統合し佐久市立佐久城山小学校へ）[74]
- 佐久市立内山小学校（1981年平賀小と統合し佐久城山小へ）[74]
- 佐久市立野沢小学校〈旧〉（1983年大沢小と統合し佐久市立野沢小学校〈新〉へ）[72]
- 佐久市立大沢小学校（1983年野沢小〈旧〉と統合し野沢小〈新〉へ）[72]
- 佐久市立三井小学校（1990年志賀小と統合し佐久市立東小学校へ）[75]
- 佐久市立志賀小学校（1990年三井小と統合し東小へ）[75]
- 佐久市立本牧小学校（2008年統合により佐久市立望月小学校へ）[76]
- 佐久市立布施小学校（同上）[76]
- 佐久市立協和小学校（同上）[76]
- 佐久市立春日小学校（同上）[76]
- 佐久市立臼田小学校〈旧〉（2023年統合により佐久市立臼田小学校〈新〉へ）[77]
- 佐久市立田口小学校（同上）[77]
- 佐久市立切原小学校（同上）[77]
- 佐久市立青沼小学校（同上）[77]
- 浅科村立御牧小学校御牧原分校（1967年）[72]
- 浅科村立御牧小学校（1982年中津小と統合し佐久市立浅科小学校〈当時：浅科村立〉へ）[78]
- 浅科村立中津小学校（1982年御牧小と統合し浅科小へ）[78]
- 望月町立布施小学校雁村分校（1969年）[72]
- 望月町立布施小学校長者原分校（1996年）[72]
- 臼田町立田口小学校狭岩分校（1972年）[79]

### 千曲市
- 埴生町立杭瀬下小学校（1956年千曲市立埴生小学校〈当時：埴生町立〉へ統合）[80]
- 更埴市立森小学校（1967年統合により千曲市立東小学校〈当時：更埴市立〉へ）[81]
- 更埴市立倉科小学校（同上）[81]
- 更埴市立雨宮小学校（同上）[81]
- 更埴市立稲荷山小学校（1972年桑原小と統合し千曲市立治田小学校〈当時：更埴市立〉へ）[82]
- 更埴市立桑原小学校（1972年稲荷山小と統合し治田小へ）[82]

### 安曇野市
- 明科町立中川手小学校大足分校（1956年）[83]
- 明科町立中川手小学校矢の沢分校（1956年）[83]
- 明科町立中川手小学校（1961年安曇野市立明南小学校と安曇野市立明北小学校〈いずれも当時：明科町立〉へ再編）[83]
- 明科町立東川手小学校（同上）[83]
- 明科町立七貴小学校（同上）[83]
- 穂高町立穂高小学校（1966年西穂高小と統合し安曇野市立穂高南小学校〈当時：穂高町立〉へ）[84]
- 穂高町立西穂高小学校（1966年穂高小と統合し穂高南小へ）[84]
- 穂高町立有明小学校（1968年北穂高小と統合し安曇野市立穂高北小学校〈当時：穂高町立〉へ）
- 穂高町立北穂高小学校（1968年有明小と統合し穂高北小へ）
- 三郷村立温明小学校（1968年小倉小と統合し安曇野市立三郷小学校〈当時：三郷村立〉へ）[85]
- 三郷村立小倉小学校（1968年温明小と統合し三郷小へ）[85]
- 豊科町立南穂高小学校（1970年上川手小と統合し安曇野市立豊科北小学校〈当時：豊科町立〉へ）
- 豊科町立上川手小学校（1970年南穂高小と統合し豊科北小へ）

## 郡部

### 南佐久郡
- 小海町立北牧小学校新開冬季分校（1966年）[86]
- 小海町立北牧小学校五箇冬期分校（1966年）[86]
- 小海町立北牧小学校千代里分校（1966年）[86]
- 小海町立小海小学校本村分校（1967年）[86]
- 小海町立小海小学校笠原分校（1967年）[86]
- 小海町立小海小学校親沢分校（1969年）[86]
- 小海町立北牧小学校松原分校（1980年）[86]
- 小海町立小海小学校〈旧〉（2012年北牧小と統合し小海町立小海小学校〈新〉へ）[86]
- 小海町立北牧小学校（2012年小海小〈旧〉と統合し小海小〈新〉へ）[86]
- 南牧村立南牧小学校野辺山分校（1957年板橋分校へ統合）[87]
- 南牧村立南牧小学校板橋分校（1977年平沢分校と統合し南牧村立南牧南小学校へ）[87]
- 南牧村立南牧小学校平沢分校（1977年板橋分校と統合し南牧南小へ）[87]
- 北相木村立北相木小学校栃原分校（1966年）[88]
- 佐久穂町立佐久東小学校（2012年佐久中央小へ統合）[89]
- 佐久穂町立佐久中央小学校（2015年統合により佐久穂町立佐久穂小学校へ）[89]
- 佐久穂町立佐久西小学校（同上）[89]
- 佐久穂町立八千穂小学校（同上）[89]
- 八千穂村立八千穂北小学校（1980年八千穂南小と統合し八千穂小へ）[7]
- 八千穂村立八千穂南小学校（1980年八千穂北小と統合し八千穂小へ）[7]

### 北佐久郡
- 軽井沢町立軽井沢東小学校（1956年軽井沢町立軽井沢東部小学校と軽井沢町立軽井沢中部小学校[90]へ分割）
- 軽井沢町立千ヶ滝小学校（1956年軽井沢東小の一部および南小と統合し軽井沢中部小へ）[90]
- 軽井沢町立南小学校（1956年軽井沢東小の一部および千ヶ滝小と統合し軽井沢中部小へ）[90]
- 軽井沢町立東部小学校小瀬分室（1960年）[91]
- 軽井沢町立西部小学校茂沢冬季分室（1963年）[92]
- 御代田町立御代田小学校（1977年御代田町立御代田北小学校[93]と御代田町立御代田南小学校[94]へ分割）
- 御代田町立小沼小学校（1977年御代田小の一部と統合し御代田北小へ）[93]
- 御代田町立伍賀小学校（1977年御代田小の一部と統合し御代田南小へ）[94]
- 立科町立立科南小学校（1977年統合により立科町立立科小学校へ）[95]
- 立科町立立科西小学校（同上）[95]
- 立科町立立科東小学校（同上）[95]

### 小県郡
- 長和町立和田小学校観音沢分校（1963年）[96]
- 長門町立大門小学校（1973年統合により長和町立長門小学校〈当時：長門町立〉へ）[97]
- 長門町立長久保小学校（同上）[97]
- 長門町立古町小学校（同上）[97]

### 諏訪郡
- 下諏訪町立下諏訪小学校（1970年下諏訪町立下諏訪南小学校と下諏訪町立下諏訪北小学校へ分割）[98]
- 富士見町立落合小学校蔦木分校（1962年）[99]
- 富士見町立落合小学校（2012年富士見町立富士見小学校と富士見町立境小学校へ分割統合）[100]
- 原村立原小学校八ヶ岳分校（1953年）[101]

### 上伊那郡
- 箕輪町立箕輪東小学校長岡新田分校（1965年）[102]
- 飯島町立飯島小学校日曽利分校（1970年）[103]
- 飯島町立飯島小学校本郷分校（1975年）[103]
- 飯島町立飯島小学校田切分校（1976年）[103]
- 中川村立中川東小学校四徳分校（1963年）[104]
- 中川村立中川東小学校桑原分校（1964年）[104]
- 中川村立中川東小学校葛島分校（1976年）[105]
- 辰野町立川島小学校（2025年辰野町立辰野西小学校へ統合）[106]

### 下伊那郡
- 松川町立松川南小学校（1968年松川中部小と統合し松川町立松川中央小学校へ）[107]
- 松川町立松川中部小学校（1968年松川南小と統合し松川中央小へ）[107]
- 松川町立松川東小学校（2015年松川中央小へ統合）[108]
- 阿南町立和合小学校帯川分校（1958年阿南町立大下条小学校へ統合）[109]
- 阿南町立和合小学校鈴ヶ沢冬季分室（1980年休校）[110]
- 阿南町立和合小学校日吉分校（1985年休校、2020年廃校）[110]
- 阿智村立智里西小学校横川分校（1977年）[111]
- 阿智村立会地小学校（1979年智里西小と統合し阿智村立阿智第一小学校へ）[111]
- 阿智村立智里西小学校（1979年会地小と統合し阿智第一小へ）[111]
- 伍和村立伍和小学校伍和部校（1953年）[112]
- 清内路村立上清内路小学校（1967年下清内路小と統合し阿智村立清内路小学校〈当時：清内路村立〉へ）[113]
- 清内路村立下清内路小学校（1967年上清内路小と統合し清内路小へ）[113]
- 根羽村立根羽小学校高橋分教場（1956年）[注釈 4]
- 根羽村立根羽小学校小戸名分教場（1961年）
- 根羽村立根羽小学校桧原分教場（1961年）[114]
- 根羽村立根羽小学校（2020年根羽村立根羽中学校と統合し根羽村立義務教育学校根羽学園へ）[115]
- 下條村立下條小学校陽皐部校（1960年）[116]
- 下條村立下條小学校睦沢部校（1960年）[116]
- 下條村立下條小学校親田部校（1960年）[116]
- 天龍村立平岡小学校下山分校（1961年）[117]
- 天龍村立向方小学校大河内分教場（1962年）[117]
- 天龍村立平岡小学校上平分校（1975年休校、1980年廃校）[117]
- 天龍村立平岡小学校宇連分校（1980年）[117]
- 天龍村立平岡小学校（1998年天龍村立天龍小学校開校に伴い廃校）[117]
- 天龍村立向方小学校（1998年休校し天龍小へ事実上統合、2002年廃校）[117]
- 天龍村立福島小学校（1998年休校し天龍小へ事実上統合、2006年廃校）[117]
- 天龍村立福島小学校坂部分校（1998年休校し天龍小へ事実上統合、2006年廃校）[117]
- 泰阜村立泰阜南小学校川端分校（1972年休校、1990年廃校）[7]
- 泰阜村立泰阜南小学校栃城分校（1983年休校、2007年廃校）
- 泰阜村立泰阜北小学校（2010年泰阜南小と統合し泰阜村立泰阜小学校へ）[118]
- 泰阜村立泰阜南小学校（2010年泰阜北小と統合し泰阜小へ）[118]
- 喬木村立喬木第二小学校氏乗分校（1958年）[119]
- 豊丘村立豊丘北小学校堀越分校（1967年）[120]
- 豊丘村立豊丘南小学校壬生沢分校（1967年）[121]
- 豊丘村立豊丘南小学校佐原分校（1967年）[121]
- 豊丘村立豊丘南小学校野田平分校（1981年）[121]
- 大鹿村立大河原小学校青木分校（1961年）
- 大鹿村立鹿塩小学校北川分校（1962年）[122]
- 大鹿村立鹿塩小学校（1981年大河原小と統合し大鹿村立大鹿小学校へ）[123]
- 大鹿村立大河原小学校（1981年鹿塩小と統合し大鹿小へ）[123]

### 木曽郡
- 上松町立萩原小学校（2004年上松町立上松小学校へ統合）[7]
- 南木曽町立妻籠小学校（1997年読書小へ統合）[7]
- 南木曽町立読書小学校（2007年統合により南木曽町立南木曽小学校へ）[124]
- 南木曽町立田立小学校（同上）[124]
- 南木曽町立蘭小学校（同上）[124]
- 木祖村立木祖小学校菅分校（1965年）[125]
- 木祖村立木祖小学校小木曾分校（1973年）[125]
- 大桑村立大桑小学校〈旧〉（2003年統合により大桑村立大桑小学校〈新〉へ）[126]
- 大桑村立須原小学校（同上）[7]
- 大桑村立野尻小学校（同上）[7]
- 木曽町立上田小学校（2012年）[127]
- 木曽福島町立上田小学校幸沢分校（1967年）
- 木曽福島町立黒川小学校（1997年福島小へ統合）[128]
- 開田村立東小学校（1985年西小と統合により木曽町立開田小学校〈当時：開田村立〉へ）[7]
- 開田村立西小学校（1985年東小と統合により開田小へ）[7]
- 山口村立神坂小学校（2005年岐阜県の中津川市立神坂小学校へ統合）[129]

### 東筑摩郡
- 生坂村立生坂中央小学校入山分校（1965年）
- 生坂村立生坂北小学校（1979年統合により生坂村立生坂小学校へ）[130]
- 生坂村立生坂中央小学校（同上）[130]
- 生坂村立生坂南小学校（同上）[130]
- 筑北村立本城小学校（2015年坂北小と統合し筑北小〈初代〉へ）[131]
- 筑北村立坂北小学校（2015年本城小と統合し筑北小〈初代〉へ）[131]
- 筑北村立筑北小学校〈初代〉（2020年坂井小と統合し筑北村立筑北小学校〈2代目〉へ）[132]
- 筑北村立坂井小学校（2020年筑北小〈初代〉と統合し筑北小〈2代目〉へ）[132]
- 本城村立本城小学校伊切分校（1963年休校、1965年廃校）

### 北安曇郡
- 小谷村立中土小学校真木分校（1965年）[133]
- 小谷村立南小谷小学校川内分校（1968年）[133]
- 小谷村立南小谷小学校真木分校（1968年）[133]
- 小谷村立南小谷小学校池原分校（1968年）[133]
- 小谷村立中土小学校土谷分校（1968年）[133]
- 小谷村立北小谷小学校横川冬季分校（1968年）
- 小谷村立北小谷小学校戸土分校（1971年休校、1974年廃校）
- 小谷村立北小谷小学校大網分校（1993年）[133]
- 小谷村立南小谷小学校（2006年統合により小谷村立小谷小学校へ）[133]
- 小谷村立中土小学校（同上）[133]
- 小谷村立北小谷小学校（同上）[133]
- 池田町立広津小学校（1972年池田町立池田小学校へ統合）[134]
- 広津村立広津小学校宇留賀分教場（1954年統合により広津小東分校へ）[135]
- 広津村立広津小学校大日向分教場（同上）[135]
- 広津村立広津小学校古坂分教場（同上）[135]
- 広津村立広津小学校北山分教場（1955年）[135]
- 広津村立広津小学校中山分教場（1955年）[135]
- 広津村立広津小学校東分校（廃校時期不詳）[135]

### 埴科郡
- 坂城町立坂城小学校和平分校（1976年）[136]

### 上高井郡
- 小布施町立小布施小学校（1970年都住小と統合し小布施町立栗ガ丘小学校へ）[137]
- 小布施町立都住小学校（1970年小布施小と統合し栗ガ丘小へ）[137]
- 高山村立高井小学校（1978年統合により高山村立高山小学校へ）[138]
- 高山村立山田小学校（同上）[138]
- 高山村立奥山田小学校（同上）[138]

### 下高井郡
- 野沢温泉村立市川小学校明石冬季分校（1981年）[7]
- 野沢温泉村立野沢温泉小学校〈旧〉（2007年市川小と統合し野沢温泉村立野沢温泉小学校〈新〉へ）[139]
- 野沢温泉村立市川小学校（2007年野沢温泉小〈旧〉と統合し野沢温泉小〈新〉へ）[139]
- 木島平村立南部小学校（2010年統合により木島平村立木島平小学校へ）[140]
- 木島平村立中部小学校（同上）[140]
- 木島平村立北部小学校（同上）[140]
- 山ノ内町立西小学校〈旧〉（2017年北小と統合し山ノ内町立西小学校〈新〉へ）[141]
- 山ノ内町立北小学校（2017年西小〈旧〉と統合し西小〈新〉へ）[141]

### 上水内郡
- 信濃町立古間小学校スルスギ分校（1975年）[142]
- 信濃町立古海小学校熊坂分校（1993年）[143]
- 信濃町立古海小学校（2012年信濃町立信濃中学校などと統合し小中一貫校信濃町立信濃小中学校となり、2016年義務教育学校へ）[144]
- 信濃町立柏原小学校（同上）[144]
- 信濃町立古間小学校（同上）[144]
- 信濃町立野尻湖小学校（同上）[144]
- 信濃町立富士里小学校（同上）[144]
- 小川村立小川南小学校久木分校（1953年）[145]
- 小川村立小川南小学校北畑分校（1968年）[145]
- 小川村立小川南小学校花尾分校（1971年）[145]
- 小川村立小川南小学校（1975年統合により小川村立小川小学校へ）[145]
- 小川村立小川南小学校小根山分校（同上）[145]
- 小川村立小川北小学校（同上）[145]
- 小川村立小川北小学校日本記分校（同上）[145]
- 小川村立小川北小学校桐山分校（同上）[145]
- 飯綱町立牟礼東小学校（2018年牟礼西小と統合し飯綱町立牟礼小学校へ）[146]
- 飯綱町立牟礼西小学校（2018年牟礼東小と統合し牟礼小へ）[146]
- 飯綱町立三水第一小学校（2018年三水第二小と統合し飯綱町立三水小学校へ）[147]
- 飯綱町立三水第二小学校（2018年三水第一小と統合し三水小へ）[147]

### 下水内郡
- 栄村立東部小学校志久見分校（1977年）[148]
- 栄村立東部小学校北野分校（1977年）[148]
- 栄村立秋山小学校五宝木分校（1978年）[148]
- 栄村立秋山小学校上野原分校（1978年）[148]
- 栄村立水内小学校（1978年統合により栄村立北信小学校へ）[148]
- 栄村立豊栄小学校（同上）[148]
- 栄村立堺小学校（同上）[148]
- 栄村立堺小学校中央分校（同上）[148]
- 栄村立北信小学校（2011年統合により栄村立栄小学校へ）[148]
- 栄村立東部小学校（同上）[148]